# 哲学的言語
哲学的言語（てつがくてきげんご、英語: philosophical language）、理想言語（りそうげんご、英語: ideal language）またはアプリオリ言語（アプリオリげんご、英語: a priori language）は、論理的言語のように、第一原理から作られたあらゆる人工言語であるが、絶対完全や飛び抜けた優秀さ、さらに実用主義的原理よりむしろ神秘主義的真実という強い主張が伴う。哲学的言語は近世に人気があって、失われたアダムの言語や神の言語回復という目標により部分的に動機付けられた。
哲学的言語において、単語は、「原理的」または根源的なものとして扱われる限られた形態素のセットから作られる。「哲学的言語」は、多かれ少なかれ「分類学的言語」(taxonomic language)と同義である。少数総合的言語の語彙は、(論理的に少数の)形態素の組み合わせより形成される複合語から作られる。サゼット・H・エルジンのラーダンは、弱化グループ理論に基づく女性にとって重要な概念と区別を語彙化・文法化するよう設計された。ソンジャ・エレン・キサのトキポナは、道教の要素を取り入れた、 最小限主義的 単純さに基づく。
アプリオリ言語は、エスペラントやインテルリングアのように他の既存言語に由来するのでなく、直接発明された語彙を持つ人工言語である。 
哲学的言語は、ほぼ全てアプリオリ言語であるが、全てのアプリオリ言語が哲学的言語ではない。例えば、J・R・R・トールキンのクウェンヤとシンダール語、そしてマーク・オークランドのクリンゴン語は、両方ともアプリオリであるが、哲学的ではない。それらは、どんな自然言語とも関係を持たないとしても、自然言語に見えるように意図されている。

## 歴史
哲学的言語の研究は、フランシス・ロドウィック『共通の文字』(1647)、『新しき完全言語と普遍的あるいは共通の書字の形成のために用意される（あるいはそのように意図された）基礎あるいは基盤』(1652)、トマス・アーカート卿『ロゴパンデクテイション』(1653)、ジョージ・ダルガーノ『記号術』(1661)、そしてジョン・ウィルキンス『真性の文字と哲学的言語にむけての試論』(1668)により創始された。それらは、口頭と筆記表現両方における結果を目的とした階層的分類法システムであった。
ゴットフリート・ライプニッツは、1678年に、真の命題を自動的に生ずる演算をするだろう性格の語彙を作ることを狙う『一般言語』（lingua generalis）を作った。その副産物として彼は二進記数法を開発した。
これらプロジェクトは、縮小や模範文法だけでなく、全ての人類の知識を「文字」や階層へ配列する事も狙った。このアイディアは、最終的に啓蒙時代における『百科全書』に繋がった。ライプニッツと百科全書派は、人間の知識を樹形図のように明瞭に組織化することは不可能であり、ゆえにこのような概念の分類に基づくアプリオリ言語を作ることは不可能であると理解した。ダランベールは、Charactèreで批判的に前世紀の哲学的言語計画を概説した。
『百科全書』後、アプリオリ言語のための計画は、ますます過激派へ移った。このアイディアの歴史を知らない個々の著者は、20世紀前半まで分類学的哲学的言語を提案し続けた（例: Ro、ボアーボムなど）。